# Internazionali d'Italia 1954
Gli Internazionali d'Italia 1954 sono stati un torneo di tennis giocato sulla terra rossa. È stata la 11ª edizione degli Internazionali d'Italia. Sia il torneo maschile sia quello femminile si sono giocati al Foro Italico di Roma in Italia.

## Campioni

### Singolare maschile
Budge Patty ha battuto in finale  Enrique Morea 11-9, 6–4, 6–4

### Singolare femminile
Maureen Connolly  ha battuto in finale  Patricia Ward con il punteggio di 6–3, 6–0

### Doppio maschile
Jaroslav Drobný /  Enrique Morea  hanno battuto in finale   Tony Trabert /  Vic Seixas con il punteggio di 6–4, 0–6, 3–6, 6–3, 6–4

### Doppio femminile
Patricia Ward /  Elaine Watson  hanno battuto in finale  Nelly Landry Adamson /  Ginette Bucaille  3–6, 6–3, 6–4

### Doppio misto
Maureen Connolly /  Vic Seixas  hanno battuto in finale  Barbara Kimbrell /  Tony Trabert  3–6, 11-9, 6–3